# 錫普西福克 (密西西比州)
錫普西福克（英語：Sipsey Fork）是位於美國密西西比州門羅縣的非建制地區。

## 歷史
錫普西福克的郵局於1896年設立，於同年便停運。

## 地理
錫普西福克所處的海拔為高於海平面92米（即302英呎），而該地所採用的時區為UTC-6，即北美中部時區（CST）。同時該地設有夏令時間，為UTC-6調快一小時，即UTC-5（CDT）。